# Ronald Mulder
Ronald Matthias Mulder (ur. 27 lutego 1986 w Zwolle) – holenderski łyżwiarz szybki, brązowy medalista olimpijski i zdobywca Pucharu Świata.

## Kariera
Specjalizuje się w krótszych dystansach. W 2010 roku wystąpił na igrzyskach olimpijskich w Vancouver, gdzie zajął jedenaste miejsce w biegu na 500 m. W tym samym roku był też czwarty podczas sprinterskich mistrzostw świata w Obihiro. Walkę o medal przegrał tam z Japończykiem Keiichirō Nagashimą. Na rozgrywanych cztery lata później igrzyskach w Soczi zajął trzecie miejsce na dystansie 500 m, przegrywając ze swym bratem bliźniakiem Michelem oraz kolejnym Holendrem, Janem Smeekensem. Wielokrotnie stawał na podium zawodów Pucharu Świata, odnosząc przy tym trzy zwycięstwa. Najlepsze wyniki osiągnął w sezonie 2013/2014, kiedy zwyciężył w klasyfikacji końcowej 500 m. W tej samej klasyfikacji zajął trzecie miejsce w sezonie 2016/2017.
Był medalistą mistrzostw Holandii, w 2011 roku został mistrzem kraju na 500 metrów.